# 나이아가라 칼리지
나이아가라 칼리지(Niagara College)은 캐나다 온타리오주 나이아가라 지역(Niagara Region)과 남부 온타리오 주 지방의 예술, 공학 특성 대학이다. 본부 캠퍼스인 웰랜드(Welland) 캠퍼스를 비롯하여 나이아가라 온 더 레이크(Niagara-on-the-Lake) 캠퍼스, 세인트캐서린(St. Catharines)에 위치한 관광산업단과대(Home of the Tourism Industry Development Centre) 캠퍼스, 나이아가라 폴스에 위치한 메이드오브더미스트(Maid of the Mist) 캠퍼스 등 총 4개의 캠퍼스로 구성되어 있다.
학부과정으로는 경영(Business) 뿐 아니라 전문 경영인 과정(Entrepreneurship), 이론공학(Information Technology), 환경산업(Environment), 원예(Horticulture), 농업(Agribusiness), 기초학문(Foundation Studies), 건강(Health), 사회(Community Studies), 호텔관광(Hospitality), 관광(Tourism), 생산관리(Integrated Manufacturing) 등이 있고, 어학연수 학생들을 위한 영어과정(ESL:English as a Second Language)도 마련되어 있다. 또한 경찰 학교(School of policing and public safety)가 설치되어 있는 점이 특색있다.

## 같이 보기

나이아가라 대학 웰랜드 캠퍼스 전경

- 웰랜드
- 웰랜드 운하
- 나이아가라 온 더 레이크